# Животовский, Николай Петрович
Николай Петрович Животовский (1846—1888) — русский педагог, писатель-натуралист.

## Биография
Получил образование на естественном отделении физико-математического факультета Санкт-Петербургского университета, который окончил (1868) со званием действительного студента. Вскоре по окончании курса университета поступил на службу в главное управление военно-учебных заведений. Когда в 1871 году была учреждена постоянная комиссия Педагогического музея, Животовский перешёл на службу в эту комиссию в качестве её секретаря и заведующего музеем. Больше пятнадцати лет пробыл Животовский на этой должности. В сотрудничестве с председателем комиссии В. И. Коховским, Животовский организовал и поставил на правильный путь все разнообразные роды деятельности Педагогического музея, заслужившей ему широко распространенную известность не только в России, но и за границей. Животовский осуществил свою заветную мысль, устроил на частные средства, богатый учебный ботанический сад при Педагогическом музее (1883), дававший возможность преподавателям средних учебных заведений пользоваться необходимыми при прохождении курса живыми растениями, а также устраивать образовательные экскурсии для ознакомления учащихся с группами растений и явлениями растительного царства. Помимо этого, принимал деятельное участие в деле улучшения и удешевления картин на стекле для волшебного фонаря. Чрезмерные труды надломили здоровье Животовского и ускорили развитие мучившей его болезни — чахотки, которая принудила его в 1886 году оставить службу в Педагогическом музее.
Труды Животовского. представляют собою разного рода естественно-исторические атласы и таблицы, популярные книги для народа по вопросам естествознания  и являются плодом его научных занятий, которым он посвящал все свободное от службы время. Его главные труды: «Ботанический атлас: курс элементарный» (3 изд., СПб., 1871—1883); чтения для народа — «О грозе», «О тепле и воздухе» и «Отчего происходит дождь?» (СПб., 1874, новые издания, 1884), «Волшебный фонарь, его описание и употребление» (СПб., 1874), «Объяснение таблиц естественно-исторического атласа» (СПб., 1877), «Картины для наглядного преподавания физической географии» (СПб., 1874—1884), «Таблицы по математической географии» (вместе с Я. И. Ковальским, СПб., 1878), «Явления природы» (СПб., 1887), чтение для народа: «Отчего и как двигается паровоз по железной дороге?» (СПб., 1887) и «Ботанический атлас: курс систематический» (СПб., 1887).
Секретарь постоянной комиссии при Педагогическом музее военно-учебных заведений.
Почётный член Санкт-Петербургского Фребелевского общества.

## Семья
Жена — Варвара Александровна Животовская-Смирницкая, урожд. Шпаковская, дочь фотографа А. И. Шпаковского (1823–1881), и сама владелица фотоателье «Шпаковская В. и Ко». Брак был заключен 11 (23) ноября 1881 года в церкви Павловского военного училища.
Сын Петр, род. 23 декабря 1883 (4 января 1884).